# Коженовський Олександр Петрович
Олександр Петрович Кожено́вський (нар. 12 вересня 1912, Остер — пом. 28 вересня 2004, Луганськ) — український театральний актор і театральний режисер. Заслужений артист УРСР з 1949 року.

## Біографія
Народився 30 серпня [12 вересня] 1912 року в місті Остері (нині Чернігівська область, Україна). Упродовж 1937–1953 років служив у Ворошиловградсьму театрі юного глядача. 1953 року закінчив Вищі режисерські курси при Державному інсититуті театрального мистецтва у Москві, де навчався зокрема у Ю. Завадського, А. Собінова.
У 1953—1960 роках служив у Ворошиловградському російському драматичному театрі; у 1960–1963 роках — в Донецькому російському драматичному театрі у Жданові; у 1963—1973 роках — знову у Ворошиловградському російському драматичному театрі. Помер у Луганську 28 вересня 2004 року.

## Творчість
Зіграв ролі
- Незнамов («Без вини винні» Олександра Островського);
- Сенечка («Чужа дитина» Василя Шкваркіна);
- Михайло («Зикови» Максима Горького);
- Іван Жаркий («Як гартувалася сталь» за Миколою Островським);
- Труффальдіно («Слуга двох панів» Карло Гольдоні).

Поставив вистави
- «День чудових обманів» за п'єсою «Дуенья» Річарда Брінслі Шерідана (1958);
- «В ніч місячного затемнення» Мустая Каріма (1966);
- «Дивна місіс Севідж» Джона Патріка (1967);
- «Усім смертям наперекір» Владислава Титова (1968);
- «Учитель танців» Лопе де Веґи (1969);
- «А зорі тут тихі…» за Борисом Васильєвим (1971).